# 臺灣雲林地方檢察署
臺灣雲林地方檢察署，簡稱雲林地檢、雲檢，為中華民國的檢察機關，對應臺灣雲林地方法院。